# Drumbo
Drumbo är en ort i Storbritannien.   Den ligger i riksdelen Nordirland, i den västra delen av landet, 500 km nordväst om huvudstaden London. Drumbo ligger 129 meter över havet och antalet invånare är 408.
Terrängen runt Drumbo är platt åt sydost, men åt nordväst är den kuperad.Runt Drumbo är det ganska tätbefolkat, med 75 invånare per kvadratkilometer. Närmaste större samhälle är Belfast, 9,3 km norr om Drumbo. Trakten runt Drumbo består i huvudsak av gräsmarker.